# Un cuore in silenzio
Un cuore in silenzio è un romanzo scritto da Nicholas Sparks, pubblicato dall'editore Frassinelli.

## Curiosità
Nelle prime pagine una dedica a Pat e a Bills Mills per la loro amicizia.

## Trama
Denise Holden, ragazza madre di un bambino di quattro anni, si trasferisce nella cittadina di Edenton, in North Carolina. La sua vita scorre tra gli impegni e le piccole gioie quotidiane fino a una notte di tempesta, quando Denise viene coinvolta in un tremendo incidente d'auto. Al risveglio, ha accanto a sé Taylor McAden, un coraggioso vigile del fuoco che l'aiuta a ritrovare il figlio Kyle, scomparso nella palude. Tra Denise e Taylor nasce l'amore. Ma prima che l'uomo possa abbandonarsi al sentimento, dovrà guardare dentro di sé e trovare la forza di affrontare i fantasmi del passato. Per scoprire che non è mai troppo tardi per la felicità. 

## Biografia
- Sparks,Nicholas, Un cuore in silenzio, traduzione di Alessandra Petrelli, Frassinelli, 2000,  p. 375, ISBN 88-7684-627-1.